# ピーター・カール・ファベルジェ

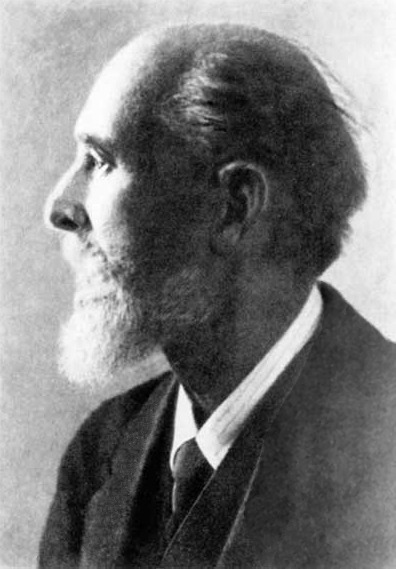
ピーター・カール・ファベルジェ

ピーター・カール・ファベルジェ（Peter Carl Fabergé 、ロシア名：カルル・グスタヴォヴィチ・ファベルジェ Карл Густавович Фаберже, 1846年5月30日 - 1920年9月24日）は、インペリアル・イースター・エッグでよく知られたロシアの宝石商、金細工師である。

## ロシア皇帝の宝石商へ

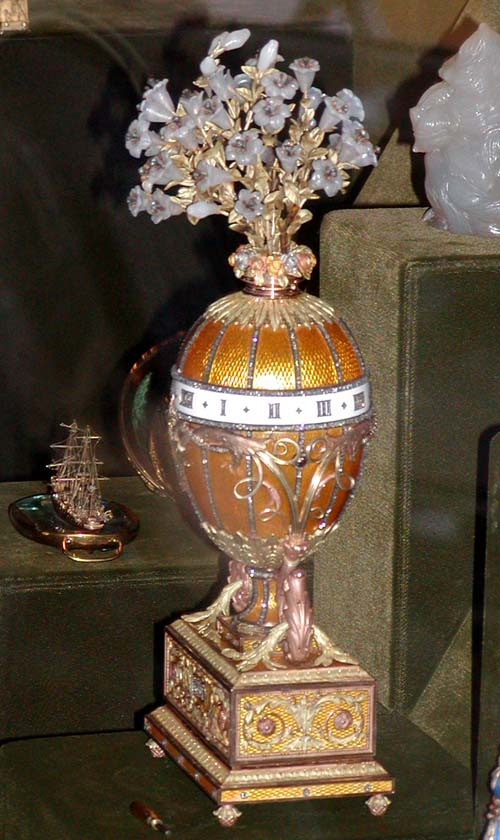
ファベルジェによるマドンナ・リリーの卵（クレムリン蔵）

ファベルジェはロシアのサンクトペテルブルクで、宝石商グスタフ・ファベルジェ（Gustav Fabergé）とデンマーク人の妻シャルロッテ・ユングステット（Charlotte Jungstedt）の間に生まれた。グスタフ・ファベルジェの父の一族はユグノーで、フランス・ピカルディのラ・ブテイユ出身であり、ナントの勅令が破棄された際にフランスから脱出してきた。はじめはドイツのベルリン近辺に、次いでリヴォニアのバルト行政区に、さらにロシア地域に移住した。
グスタフ・ファベルジェは、まず最初にサンクトペテルブルクで修練し、1860年には商売を信用できる有能なマネージャーに任せて、妻や子どもたちとともにドレスデンに退いた。2年後には、第2子のアガトン（Agathon）が生まれている。
ファベルジェはおそらく、ドレスデンのアーツ＆クラフト・スクールで学んだものと思われる。1864年、ファベルジェはヨーロッパへグランド・ツアーに出る。彼はドイツ、フランス、イギリスで、偉大な金細工職人の元で修行し、パリではシュロス商業カレッジのコースを取り、ヨーロッパの主要な博物館のギャラリー巡りをした。

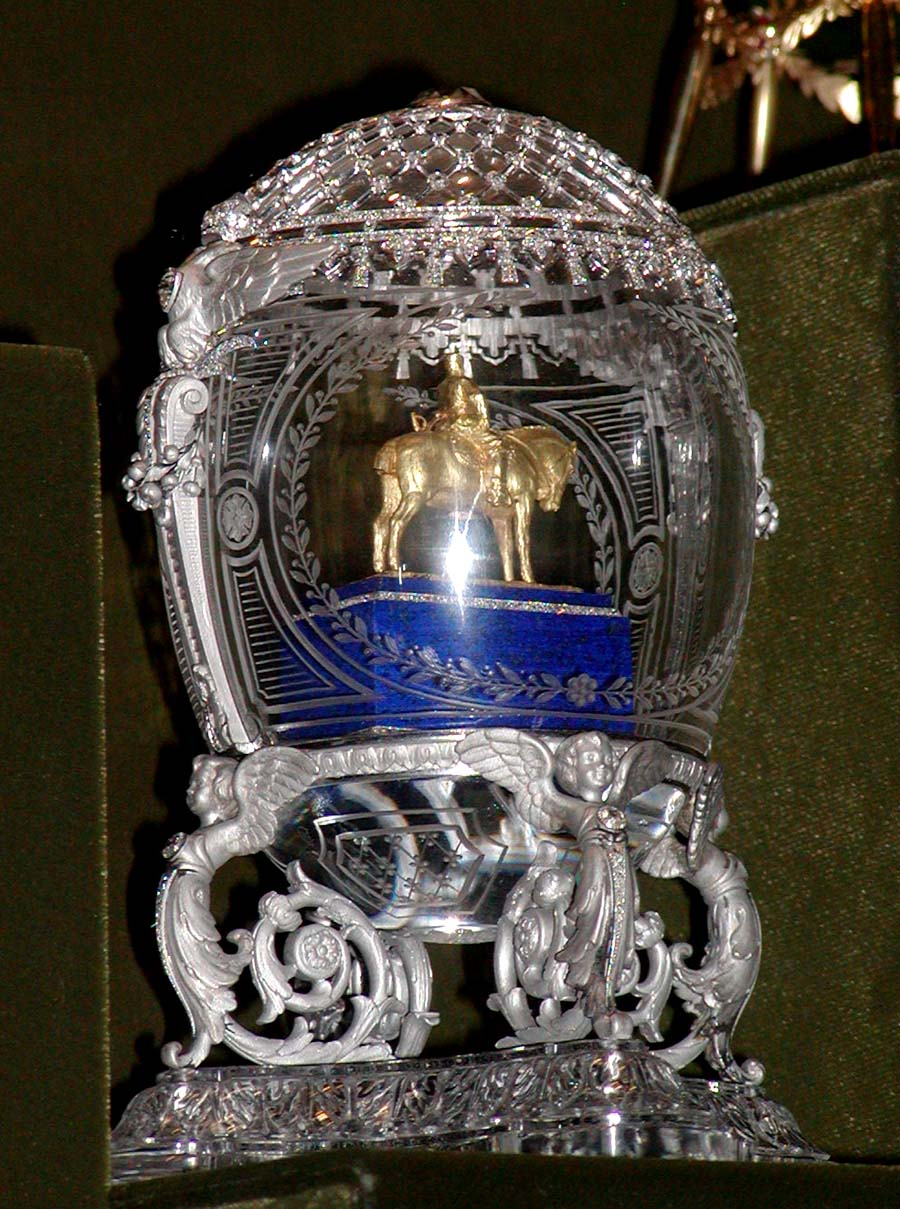
アレクサンドル3世乗馬像（1910年、クレムリン蔵）

1872年まで修行の旅を続け、26歳でサンクトペテルブルクに戻ると、アウグスタ・ユリア・ヤーコプス（Augusta Julia Jacobs）と結婚する。その後10年間、父代からの職人頭ヒスキアス・ペンディン（Hiskias Pendin）が彼の師であり監督であった。会社も1870年代には、エルミタージュの目録作成、修理、復元に関わっている。1881年に大通り沿いの 16/18 Bolshaya Morskaya に移転している。
ヒスキアスが1882年に亡くなると、カール・ファベルジェは会社運営の全てを引き受ける。
カールはマスター・ゴールドスミスの称号を得、これにより会社のホールマークに加えて自身のホールマークを使用できるようになる。カール・ファベルジェの評価は非常に高く、通常3日間行われる試験が省略されるほどだった。彼の弟アガトンは創造力豊かな優秀なデザインで、ドレスデンから会社に加わっている。アガトンもおそらくアーツ＆クラフト・スクールで学んだものと思われる。カールとアガトンは、1882年にモスクワで行われた全ロシア博覧会で大評判となり、カールは金賞と聖スタニスラス賞とを受賞する。
ファベルジェの作品の1つは、エルミタージュ所蔵の宝物、紀元前4世紀のスキタイの金の腕輪のレプリカであった。ロシア皇帝アレクサンドル3世はオリジナルとファベルジェの作品とを見分けることができないと断言し、現代ロシアのすばらしい職人芸の例として、エルミタージュにファベルジェ工房の作品を展示するよう命じた。ファベルジェ工房の宝石の販売対象は、ロシア宮中に絞られる。
カールが工房を引き継いだ時点で、宝石は18世紀フランスのファッショナブルなスタイルで製作されており、アート・ジュエラーへの移行期であった。これは最終的に、失われていたエナメル細工の技術や、全ての石がそれぞれ最も引き立つよう1つのピースにセッティングする技術を復活させる結果となった。実際、最終デザインを決定するまでに、アガトンは10個以上のワックス・モデルを作製して、全ての可能性を試してみることは珍しくなかった。
アガトンが会社に加わった直後、工房は「オブジェ・デラックス」を発表した。これは、エナメルと宝石で装飾された金製品のシリーズで、電気の押しボタンからシガレットケースまでに渡っていた。この中には「オブジェ・ド・ファンタジー」も含まれている。
1885年、アレクサンドル3世はファベルジェ工房をロシア皇室特別御用達に指名する。また、工房に妻マリアへのプレゼントとしてイースターエッグの作製を依頼し、翌年もイースターエッグ作製を依頼する。
1887年からは、インペリアル・イースター・エッグはより精巧に作られており、カール・ファベルジェは明らかにデザインを任されて自由に作製している。ファベルジェ工房の伝統に従い、アレクサンドル3世本人でさえイースターエッグのデザインは知らされなかった。唯一の条件は、それぞれの卵には思いがけない仕掛けを作りこまなくてはいけないというものだった。次の皇帝ニコライ2世は、母マリアと妻アレクサンドラのために、毎年2つの卵を注文していた。この習慣は、十月革命まで続いた。

## ファベルジェ工房と革命

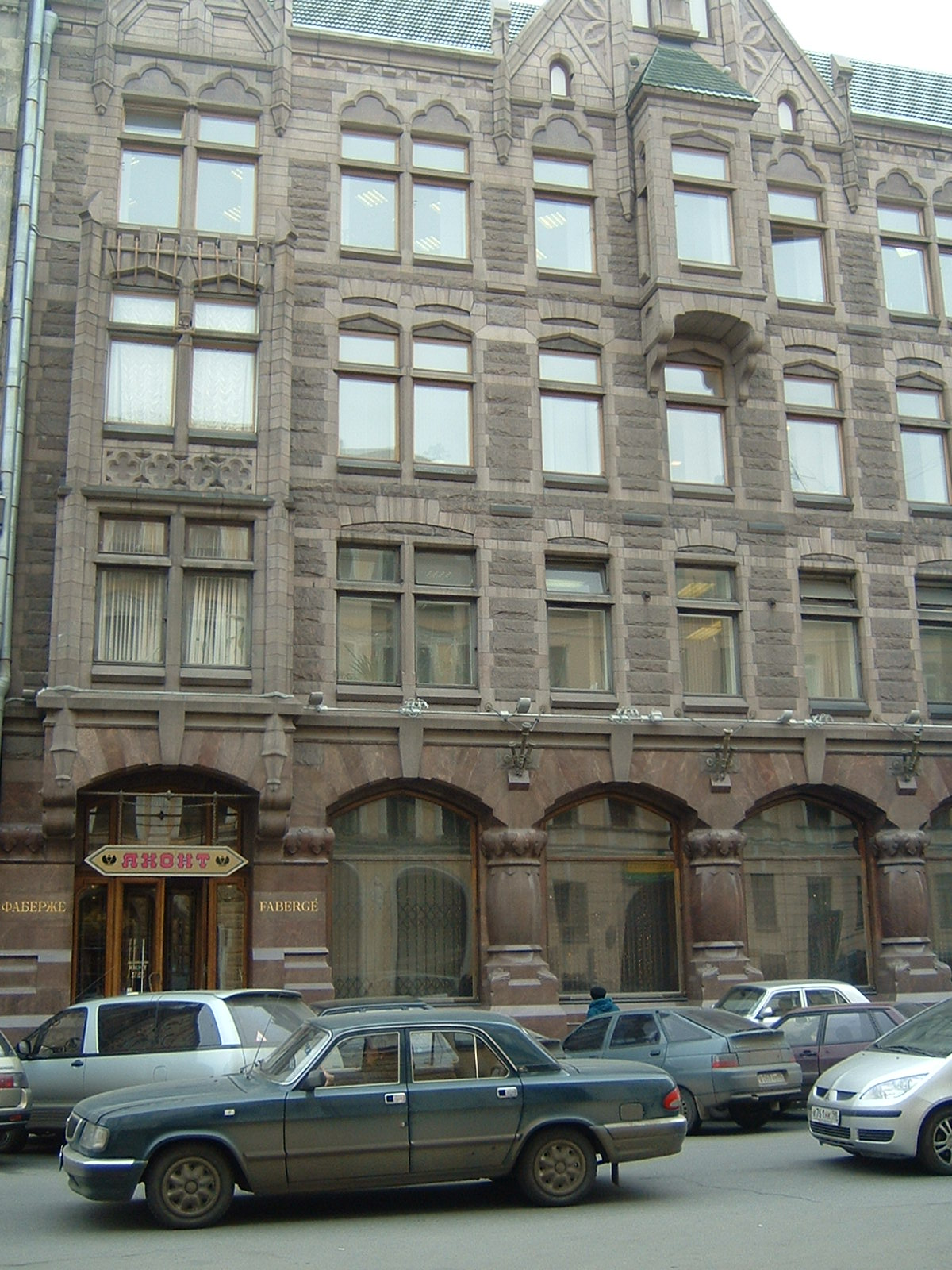
サンクトペテルブルクのファベルジェの店。公式にはヤホントYakhont （ルビーの意）と改名したが、現在でもファベルジェの店として知られる。

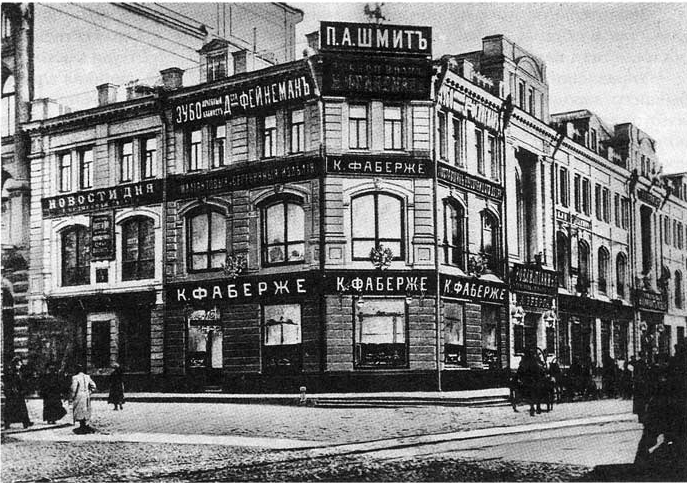
1893年、モスクワ(Kuznetsky Most 4)のファベルジェの店。

ファベルジェ工房はインペリアル・イースター・エッグで有名だが、他にも銀食器からジュエリーまで、多岐にわたったオブジェを作製している。
ファベルジェの会社は従業員500人、ロシア最大の宝石商となった。サンクトペテルブルクに加え、モスクワ、オデッサ、キエフ、ロンドンに支店を持っていた。1882年から1917年の間に、15万から20万もの作品を制作している。
1900年には、ロシアを代表してパリ万国博覧会にも彼の作品が送られた。カール・ファベルジェは審判の1人だったため、作品は審査の対象から外れて展示されていた。にもかかわらずファベルジェ工房はグランプリを受賞し、パリの宝石商はカール・ファベルジェを maître と認めた。その上、カール・ファベルジェはフランスの賞で最も名声高い賞、すなわちレジオンドヌール勲章のシュバリエに叙せられた。カールの息子と職人頭の2人も受勲している。博覧会は商業的にも大成功を収め、同社は相当数の注文と顧客を得た。
1916年、ファベルジェ工房は300万ルーブルの資本を持つ株式会社となった。翌1917年に十月革命が勃発し、ビジネスは「K ファベルジェ会社の従業員委員会」に引き継がれた。1918年、ファベルジェ工房はボリシェヴィキにより国有化され、10月初めには株が没収された。ファベルジェ工房は消滅した。
会社が国営化された後、カール・ファベルジェはリガ行きの最後の外交列車に乗って、サンクトペテルブルクを離れた。11月中旬には革命がラトビアにも達し、彼はドイツに逃げ、最初はバート・ホンブルクに、次いでヴィースバーデンに居を定めた。ファベルジェの長子ウジェーヌ（Eugène）は、母とともに暗闇の中、そりや徒歩で雪に覆われた木々を抜けて旅をし、1918年12月にフィンランドに到着した。1920年6月にウジェーヌはヴィースバーデンに渡り、父とともにスイスのローザンヌに近いピュイーに亡命する。ピュイーのベルヴューホテルには、一族が避難していた。
ピーター・カール・ファベルジェは、自分が愛された国に起こった惨事のショックから立ち直ることができなかった。亡命中、彼は「生きていても仕方ない」が口癖だった。
ファベルジェは1920年9月24日、スイスで死去した。彼は失意のために亡くなったと家族は考えた。彼の妻オーガスタは1925年に亡くなった。1929年にウジェーヌ・ファベルジェは、ローザンヌの父の遺灰を運んで、フランスカンヌのグラン・ジャス墓地にあった母の墓に埋葬し直して2人を合葬した。
ファベルジェには、ウジェーヌ（Eugéne, 1874年 - 1960年）、アガトン（Agathon, 1876年 - 1951年）、アレクサンデル（Alexander, 1877年 - 1952年）、ニコライ（Nicholas, 1884年 - 1939年）の4人の息子がいた。ピーター・カール・ファベルジェの直系の子孫は、ヨーロッパ、スカンジナヴィア、南アメリカに住んでいる。
ファベルジェの商標は、紆余曲折を経て現在はイギリスのジェムフィールズの一部門となり、宝飾品及び腕時計を販売している（2022年現在、日本に1店舗あり）。ファベルジェブランドの復興には、ピーター・カールの曾孫タチアナ・ファベルジェとサラ・ファベルジェが協力した。

## 人物像
ファベルジェを個人的に知る人物は今日生存していない。しかし偉大な人物についての物語は、ファベルジェ一族に語り継がれてきた。加えて、ファベルジェ工房のロンドン支店マネージャーだったヘンリー・ベインブリッジ（Henry Bainbridge）が、雇い主とのミーティングの記録や自叙伝、ファベルジェについて書いた本を残している。
また1893年から工房の終焉までファベルジェのシニア・マスター・クラフトマンだった、フランソワ・ビルボーム（François Birbaum）の記憶からもファベルジェ本人について洞察することができる。
ベインブリッジによれば、ファベルジェは「ごくまれに黒い服を着るときは、仕立てのよいツイードを好んだ」という。また「地方の紳士の雰囲気があり、大きなポケットが純朴な狩猟管理人を思わせた」ともいう。
彼は無駄な行動やおしゃべりをしない、集中力のある人だった。彼はおしゃべりが好きではなかった。ある日の夕食で、ベインブリッジがおしゃべりが過ぎて「スウェイシングリー卿が死んだのを見た」と言うと、ファベルジェはそれが誰かを尋ね、即座に「死んだ銀行家がなんだというんだ？」と痛烈に返答した。
顧客から注文をとるときは、いつも急いでいて、詳細をすぐに忘れてしまった。そういう時は、近くに立っていたスタッフが、何か耳にしていないか突き止めようと聞きまわっていた。曾孫のタティアナ・ファベルジェは、彼がいつも胸ポケットに結んだハンカチを入れていたのを覚えている。
作品の出来が悪いときは、シニア・マスター・クラフトマンを呼び出し、延々とお小言を言った。時折、デザイナーはファベルジェだと気づいたビルバウムが彼のスケッチを見せると、ファベルジェはやましい様子で微笑んで、「私を叱る人は誰もいないので、自分で自分を叱らなければならなかった」といった。また彼はウィットに富んでいることで有名で、自分の嫌いな気取り屋タイプには容赦がなかった。ある洒落者の皇太子がファベルジェに、自分が皇帝から受けたばかりの名誉について自慢し、どうして受賞できたかわからないと言った。宝石商からも祝辞を浴びるつもりでいたのに、ファベルジェは「ほんとうに殿下、私にもなぜかわかりません」と答えただけだった。
ファベルジェはいつも手ぶらで旅行し、目的地で全ての必需品を買い揃えた。あるとき、彼はニースのオテル・ネグレスコに到着した。ドアマンは手ぶらのファベルジェを押しとどめた。幸い、ホテルに滞在していたある大公の1人がファベルジェに大声で挨拶したため、彼は謝罪を受けてホテルに案内されたのだった。
ベインブリッジはこう結論付けている。「概して、彼の人間性を理解するには一言でいい、つまり寛容性である。なんであれ、それが彼の成功の基盤であったことはまちがいない。」